# Eberhard von Cranach-Sichart
Eberhard von Cranach-Sichart (* 14. September 1886 in Dresden; † 15. Oktober 1967 in Gauting) war ein deutscher Kunsthistoriker, Lektor und Kunstsachverständiger.

## Leben
Eberhard von Sichart wurde am 11. September 1916 von seiner Stiefmutter Wanda von Cranach (* 1861) adoptiert und trug seitdem den Doppelnamen. Er wurde 1914 an der Universität München bei Heinrich Wölfflin mit einer Dissertation über François Mansart zum Dr. phil. promoviert. Nach dem Kriegsdienst im Ersten Weltkrieg arbeitete er 1920 bis 1927 zeitweise selbständig als Kunsthändler und gab ab 1927 Kurse an der Münchner Volkshochschule. 1920 trat er der Deutschnationalen Volkspartei bei. Cranach-Sichart schrieb Zeitschriftenartikel und Einträge für das Allgemeine Lexikon der Bildenden Künstler von der Antike bis zur Gegenwart. Nach der Machtergreifung der Nationalsozialisten beantragte er die Aufnahme in die Reichsschrifttumskammer, 1940 wurde er gemäß seiner Mitarbeit beim Münchener Kunstauktionshaus Adolf Weinmüller Mitglied in der Reichskammer der Bildenden Künste. Bei Weinmüller war er 1939 als Geschäftsführer eingestellt worden. Am Kunstraub Kajetan Mühlmanns war das Kunsthaus Weinmüller als großer Abnehmer von Bildern und Antiquitäten beteiligt, die Liste umfasst vierzehn Schreibmaschinenseiten.
Nach dem Krieg arbeitete er 1946 kurzzeitig als Verlagslektor in Gauting und kehrte dann wieder zu Weinmüller zurück und blieb dort auch noch nach 1958, als die Firma Weinmüller an Rudolf Neumeister überging. Seine Aussagen als Zeuge in Spruchkammerverfahren und bei Restitutionsverfahren sind so knapp gehalten, dass daraus nur wenige Rückschlüsse auf seine Person gezogen werden können.
Von Cranach-Sichardt schrieb Erzählungen und Novellen. Gemeinsam mit Joseph Müller-Blattau verfasste er eine Einführung in Johann Sebastian Bachs Leben und Werk. Bleibende Bedeutung erhielt seine Herausgabe aller erhaltenen Lieder Paul Gerhardts, die er erstmals 1949 und dann 1957 in einer erweiterten Neuauflage veröffentlichte; 2007 erschien eine 4. Auflage.

## Schriften
- Der Baumeister François Mansart 1598–1666. Ein Beitrag zur Geschichte der französischen Architektur des 17. Jhs. Dissertation München 1914.
- Schongau-Altenstadt-Peiting (= Deutsche Kunstführer. Band 40) Benno Filser Verlag, Augsburg 1929.
- Lindau (= Deutsche Kunstführer. Band 44) Benno Filser Verlag, Augsburg 1929.
- Das verlorene Paradies: Novelle. P. Müller, München 1947.
- Siechtum oder Gesundung: Gedanken z. Erneuerung d. evang. Kirche. P. Müller, München 1947 (Aufgaben und Ziele der Evangelischen Kirche; Heft 1).
- Johann Sebastian Bach. Eine Einführung in sein Leben und seine Musik. Verlag Der Eiserne Hammer, Königstein im Taunus/Leipzig 1930; 2. Auflage ebenda 1935; 3. Auflage: Verlag Karl Robert Langewiesche, Königstein im Taunus [1955]; 4., unter Mitwirkung von Joseph Müller-Blattau neu bearbeitete Auflage ebenda 1968. (archive.org).
- Der Tote von Taganrog und andere Erzählungen und Novellen. Paul Müller 1951.
- Paul Gerhardt: Wach auf, mein Herz, und singe. Vollständige Ausgabe seiner Lieder und Gedichte. Hrsg. von Eberhard von Cranach-Sichart, 1947. 4. Auflage. R. Brockhaus, Wuppertal 2007, ISBN 978-3-417-24795-4.